# NGC 2752
NGC 2752 é uma galáxia espiral barrada (SBb) localizada na direcção da constelação de Cancer. Possui uma declinação de +18° 20' 23" e uma ascensão recta de 9 horas, 05 minutos e 42,9 segundos.
A galáxia NGC 2752 foi descoberta em 28 de Março de 1864 por Albert Marth.